# Montmorillon (quận)
Quận Montmorillon là một quận của Pháp, nằm ở tỉnh Vienne, ở vùng Nouvelle-Aquitaine. Quận này có 11 tổng và 98 xã.

## Các đơn vị hành chính

### Các tổng
Các tổng của quận Montmorillon là: 
1. Availles-Limouzine
2. Charroux
3. Chauvigny
4. Civray
5. Couhé
6. Gençay
7. L'Isle-Jourdain
8. Lussac-les-Châteaux
9. Montmorillon
10. Saint-Savin
11. La Trimouille

### Các xã
Các xã của quận Montmorillon, và mã INSEE là: 
| 1. Adriers (86001)             | 2. Anché (86003)                     | 3. Angles-sur-l'Anglin (86004)      | 4. Antigny (86006)                  |
| 5. Asnières-sur-Blour (86011)  | 6. Asnois (86012)                    | 7. Availles-Limouzine (86015)       | 8. Blanzay (86029)                  |
| 9. Bouresse (86034)            | 10. Bourg-Archambault (86035)        | 11. Brigueil-le-Chantre (86037)     | 12. Brion (86038)                   |
| 13. Brux (86039)               | 14. Béthines (86025)                 | 15. Ceaux-en-Couhé (86043)          | 16. Champagné-Saint-Hilaire (86052) |
| 17. Champagné-le-Sec (86051)   | 18. Champniers (86054)               | 19. Chapelle-Viviers (86059)        | 20. Charroux (86061)                |
| 21. Chatain (86063)            | 22. Chaunay (86068)                  | 23. Chauvigny (86070)               | 24. Château-Garnier (86064)         |
| 25. Châtillon (86067)          | 26. Civaux (86077)                   | 27. Civray (86078)                  | 28. Couhé (86082)                   |
| 29. Coulonges (86084)          | 30. Fleix (86098)                    | 31. Genouillé (86104)               | 32. Gençay (86103)                  |
| 33. Gouex (86107)              | 34. Haims (86110)                    | 35. Jouhet (86117)                  | 36. Journet (86118)                 |
| 37. Joussé (86119)             | 38. L'Isle-Jourdain (86112)          | 39. La Bussière (86040)             | 40. La Chapelle-Bâton (86055)       |
| 41. La Ferrière-Airoux (86097) | 42. La Trimouille (86273)            | 43. Lathus-Saint-Rémy (86120)       | 44. Lauthiers (86122)               |
| 45. Le Vigeant (86289)         | 46. Leignes-sur-Fontaine (86126)     | 47. Lhommaizé (86131)               | 48. Liglet (86132)                  |
| 49. Linazay (86134)            | 50. Lizant (86136)                   | 51. Luchapt (86138)                 | 52. Lussac-les-Châteaux (86140)     |
| 53. Magné (86141)              | 54. Mauprévoir (86152)               | 55. Mazerolles (86153)              | 56. Millac (86159)                  |
| 57. Montmorillon (86165)       | 58. Moulismes (86170)                | 59. Moussac (86171)                 | 60. Mouterre-sur-Blourde (86172)    |
| 61. Nalliers (86175)           | 62. Nérignac (86176)                 | 63. Paizay-le-Sec (86187)           | 64. Payroux (86189)                 |
| 65. Payré (86188)              | 66. Persac (86190)                   | 67. Pindray (86191)                 | 68. Plaisance (86192)               |
| 69. Pressac (86200)            | 70. Queaux (86203)                   | 71. Romagne (86211)                 | 72. Saint-Gaudent (86220)           |
| 73. Saint-Germain (86223)      | 74. Saint-Laurent-de-Jourdes (86228) | 75. Saint-Léomer (86230)            | 76. Saint-Macoux (86231)            |
| 77. Saint-Martin-l'Ars (86234) | 78. Saint-Maurice-la-Clouère (86235) | 79. Saint-Pierre-d'Exideuil (86237) | 80. Saint-Pierre-de-Maillé (86236)  |
| 81. Saint-Romain (86242)       | 82. Saint-Savin (86246)              | 83. Saint-Saviol (86247)            | 84. Saint-Secondin (86248)          |
| 85. Sainte-Radégonde (86239)   | 86. Saulgé (86254)                   | 87. Savigné (86255)                 | 88. Sillars (86262)                 |
| 89. Sommières-du-Clain (86264) | 90. Surin (86266)                    | 91. Thollet (86270)                 | 92. Usson-du-Poitou (86276)         |
| 93. Valdivienne (86233)        | 94. Vaux (86278)                     | 95. Verrières (86285)               | 96. Villemort (86291)               |
| 97. Voulon (86296)             | 98. Voulême (86295)                  |                                     |                                     |